# Carlos Balmaceda
Carlos Balmaceda (Mar del Plata) es un periodista y novelista argentino.

## Síntesis biográfica
Nació en la ciudad balnearia de Mar del Plata (provincia de Buenos Aires), 404 km al sur de la ciudad de Buenos Aires.
Comenzó a escribir en varios periódicos y revistas de su ciudad natal ya durante sus años de escuela, como un profesional independiente. Más tarde trabajó como periodista en la revista y el diario La Nación de Buenos Aires.
Además de su trabajo periodístico, con el tiempo también desarrolló una obra literaria independiente por la que ha sido premiado varias veces.

## Premios
- Su novela La plegaria del vidente fue nominada para el Premio Planeta.
- 2004: Premio Casa de las Américas (Cuba) a su obra literaria.

## Obras
- 1985: La otra muerte, libro que recibió la faja de honor de la SADE (Sociedad Argentina de Escritores).[2]
- 1987: Leyendas de Mar del Plata (texto sobre arte).[2]
- Guía fantástica de Mar del Plata, en colaboración con su hermano Oscar Balmaceda.[3]
- 1996: El condenado Ángelo Couso y su papagayo Hamlet (nouvelle).[2]
- 2001: La plegaria del vidente (thriller). Buenos Aires: Planeta, 2001.[2][3]
  - Der Venusmörder. Thriller (‘El asesino de Venus’). Múnich: Piper, 2009. ISBN 978-3-492-27157-8.[1]
- 2003: El evangelio de Evita. Buenos Aires: Sudamericana (Narrativas históricas del siglo XX), 2003, ISBN 950-07-2408-1. Él mismo realizó su adaptación al teatro.[2][4][5]
- 2007: El puñal de Dido. Buenos Aires: Planeta, 2007. ISBN 978-950-49-1632-1.
- 2008: Manual del caníbal: un thriller culinario. Buenos Aires: Sudamericana, 2008.
  - Das Kochbuch des Kannibalen. Ein kulinarischer Thriller. Múnich: Piper, 2008. ISBN 978-3-492-25323-9.[1]
- 2010: La verdad sobre el hijo del diablo.[6]
- 2013: Sinfonía para un maestro.[6]
- 2021: Mi mamá y Stephen Hawking